# Tipula (Lunatipula) antilope
Tipula (Lunatipula) antilope is een tweevleugelige uit de familie langpootmuggen (Tipulidae). De soort komt voor in het Palearctisch gebied.